# اصغر ایمانیان
اصغر ایمانیان (زاده ۱۸ مرداد ۱۳۰۸ در مشهد – درگذشته ۲۸ فروردین ۱۳۹۴ در تهران) سرتیپ خلبان نورثروپ اف-۵ نیروی هوایی ارتش و فرمانده آن نیرو از ۸ اسفند ۱۳۵۷ تا ۲۱ مرداد ۱۳۵۸ بود.
پیش از وقوع انقلاب ۱۳۵۷ ایران وی از خلبانان تیم آکروجت تاج طلایی نیروی هوایی بود؛ همچنین از ۲۹ مرداد ۱۳۵۵ تا ۵ اسفند ۱۳۵۷ فرماندهی پایگاه دوم شکاری تبریز را برعهده داشت. او در ۲۸ فروردین ۱۳۹۴ در ۸۶ سالگی درگذشت.

## زندگی‌نامه
در اواخر دورهً قاجار، پدر و مادر ایمانیان با تنها فرزند ۷ ماههٔ خود به نام حسن، همراه با جمع کثیری از اقوام و خویشان ترک‌تبارشان از عشق‌آباد به مشهد مهاجرت کردند. کمی بعد در قریهً سناباد (محلهً سعدآباد) که آن زمان در خارج شهر مشهد واقع بود، ساکن شدند. پدر ایمانیان فردی متدین و اهل مطالعه بود و به کسب و کار در بازار مشهد مشغول شد. پنجمین فرزند خانواده با نام اصغر در ۱۸ مرداد ۱۳۰۸ به دنیا آمد. او پس از اخذ دیپلم طبیعی-ریاضی به اصرار خانواده در آزمون پزشکی در تهران شرکت نمود و قبول شد تا همچون دو برادر بزرگترش پزشک شود ولی دیدار با یکی از دوستان خلبانش در تهران مسیر زندگی حرفه‌ای او را عوض کرد. او در سال ۱۳۲۹ وارد ارتش شد (مسیری که پس از او برادر کوچکترش ـ محمود - نیز علی‌رغم مخالفت خانواده طی کرد و بعدها به یکی از خلبانان برجسته و لیدر تیم آکروجت تاج طلایی و استاد خلبان اف-۵ بدل شد. سرهنگ خلبان محمود ایمانیان در روز شروع جنگ ایران و عراق به فرماندهی منطقهً هوایی مهرآباد گمارده شد.)
اصغر ایمانیان در سال ۱۳۳۱ با دختری از بستگانش به نام صونا عرفانی ازدواج کرد، که ثمرهً آن فرزندی به نام رکسانا شد.

## شروع فعالیت در نیروی هوایی

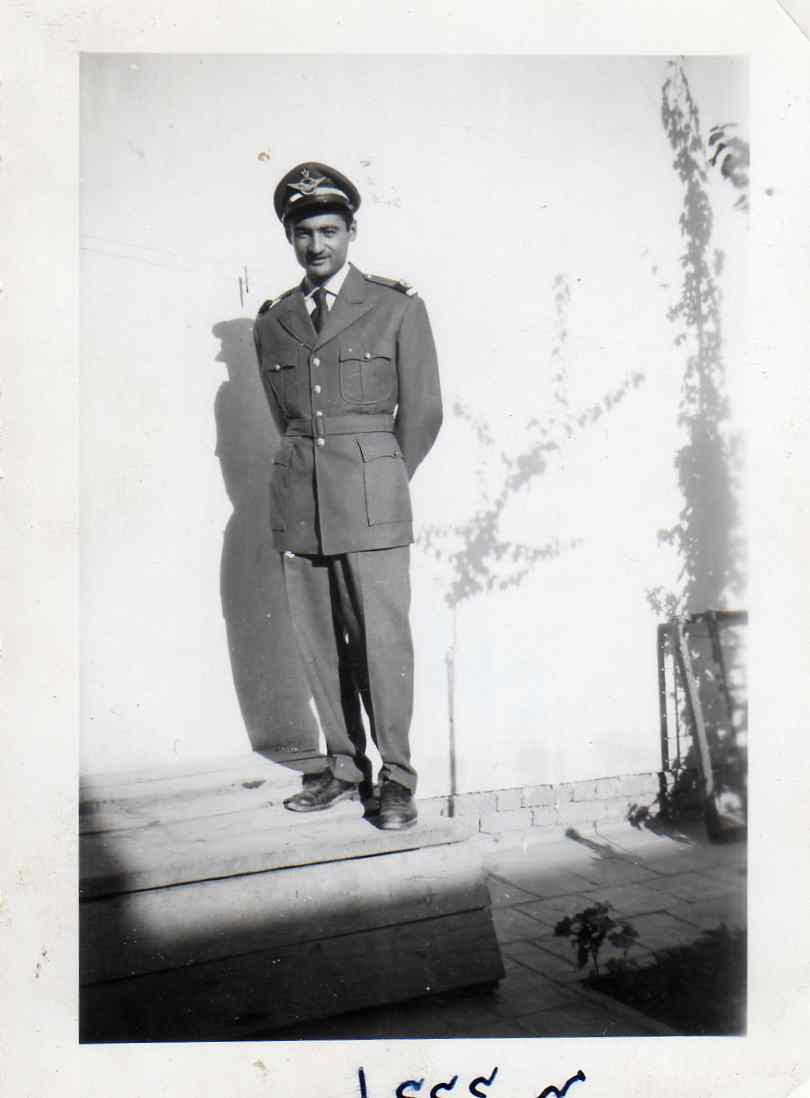
اصغر ایمانیان- مهر ۱۳۳۳ فارغ التحصیلی از دانشکده افسری

ایمانیان در سال ۱۳۲۹ وارد دانشکدهٔ افسری و در مهرماه ۱۳۳۳ با درجهً ستوان دومی فارغ‌التحصیل شد. کمی بعد برای گذراندن دوره‌های مختلف (فرماندهی گردان، فرماندهی ستاد و S.O.S) به آلمان و آمریکا اعزام شد. او در سال ۱۳۳۷ گواهینامهٔ دورهٔ پرواز با جت را دریافت کرد و چندی بعد به تیم تازه تاًسیس آکروجت تاج طلایی پیوست.

## عضویت در تیم تاج طلایی

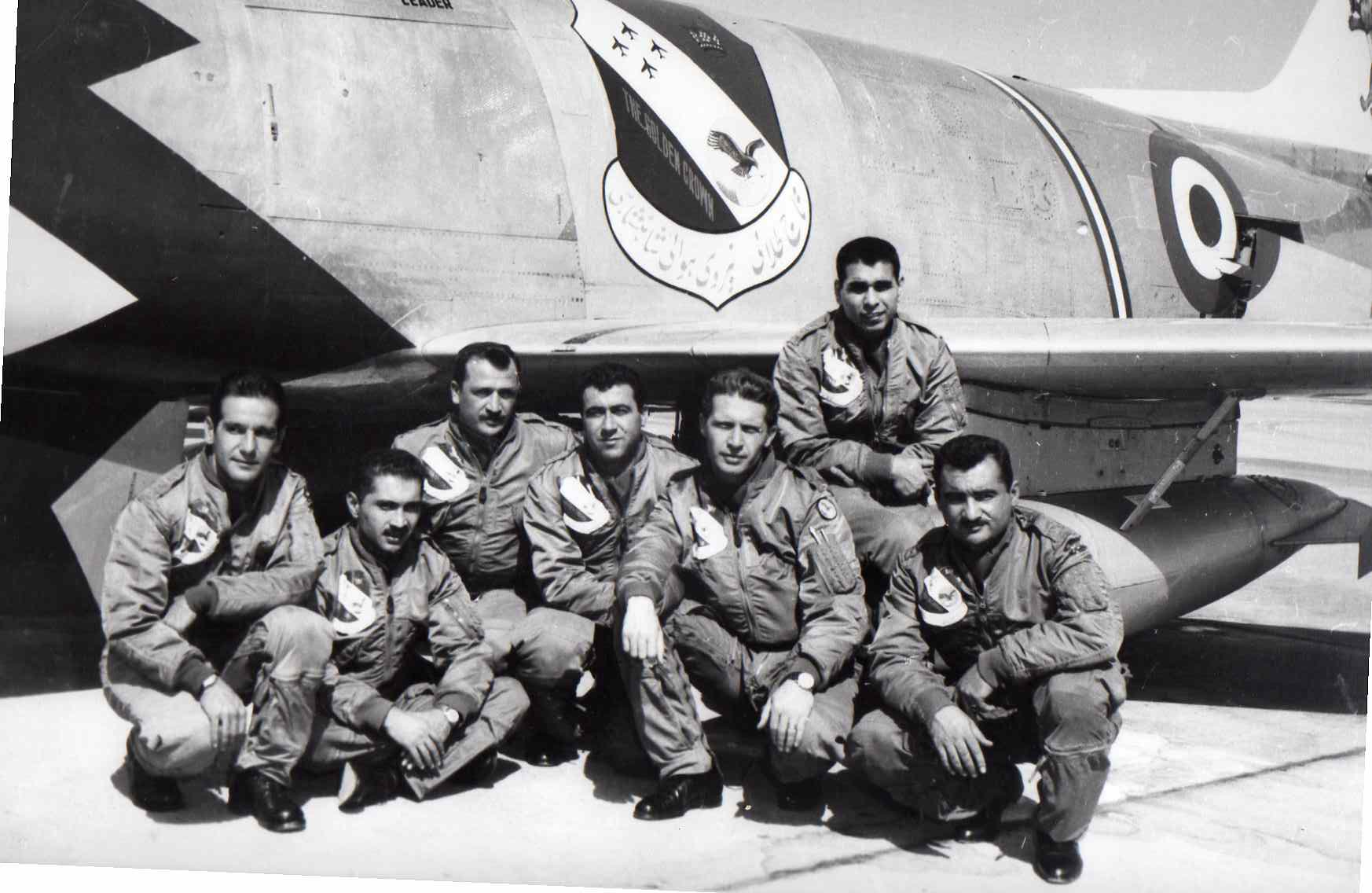
تیم آکروجت تاج طلایی، از راست: اصغر ایمانیان، عبدالحسین مینوسپهر، نادر جهانبانی (لیدر)، نادر یوسفی، بهمن باقری، آیت محققی، فریبرز پایور

تیم آکروجت نیروی هوایی با تلاش تیمسار نادر جهانبانی (سرگرد در آن زمان)  در سال ۱۳۳۷ تاسیس شد. این تیم در ابتدا به صورت ۴ فروندی (با هواپیمای اف-۸۴ تاندرجت) پرواز می‌کرد اما مدتی بعد قرار شد این نمایش‌ها به صورت ۹ فروندی انجام شود. در این هنگام ستوان اصغر ایمانیان و چند خلبان هم‌دوره‌اش (بهمن باقری، آیت محققی، فریبرز پایور و نادر یوسفی) نیز به جمع اولین گروه خلبانان آکروجت (شامل: جهانبانی، ربیعی، خاتمی، جهانبینی، مینوسپهر، ایزدستا) پیوستند و نمایش ۹ فروندی در سال ۱۳۳۸ انجام شد.
پس از آن ایمانیان چندین سال در تیم‌ تاج طلایی که تیمسار جهانبانی و تیمسار امیر حسین ربیعی لیدری آن را به عهده داشتند با هواپیماهای اف-۸۶ و اف-۵ حضور داشت. او در خاطراتش پرواز با جهانبانی را چنین توصیف می‌کرد: «تیمسار جهانبانی خلبانی بود که وقتی در بال ایشان پرواز می‌کردم نیازی نبود به جز حفظ موقعیت هواپیمایم نسبت به هواپیمای او حواسم به هیچ چیز دیگری باشد یا نگران ارتفاع و موانع و... باشم».
محل قرارگیری تیمسار ایمانیان (ستوان تا سرگرد در آن زمان) در آرایش تیم آکروجت، شماره ۴ (دُم) بود که بر سنگ آرامگاهش نیز نقش بسته‌است.

## فرماندهی پایگاه تا وقوع انقلاب

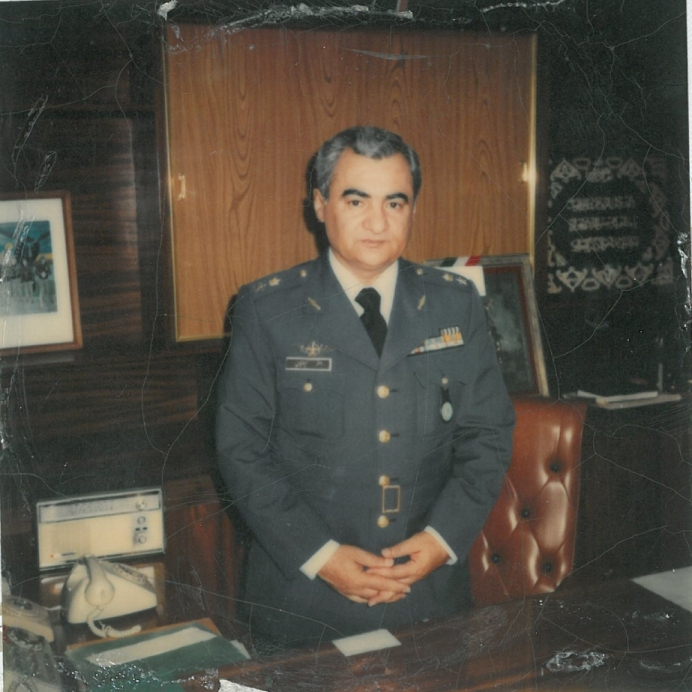
سرتیپ اصغر ایمانیان- ۱۳۵۵

پس از خدمت در پست‌های فرماندهی گردان ۲۰۴ شکاری تاکتیکی اف-۸۶، ریاست شعبه عملیات تاکتیکی معاونت عملیات نیروی هوایی و جانشینی فرمانده پایگاه چهارم دزفول، در سال ۱۳۵۵ با درجهً سرتیپی به معاونت رئیس ستاد نیروی هوایی و فرماندهی پایگاه دوم (تبریز) رسید. این زمان مصادف با دوران قبل از انقلاب و همزمان با تظاهرات مردم در شهرهای ایران از جمله تبریز و هجوم آنان به پادگان‌ها و پایگاه‌ها برای دسترسی به تسلیحات و اشغال بود. او در اجتماع مردم تبریز در مقابل پایگاه شکاری که درخواست ورود و تصرف پایگاه و دسترسی به تسلیحات را داشتند به نمایندهٔ محمد علی قاضی طباطبایی به زبان آذری (که در کنار زبان فارسی، زبان مادری او محسوب می‌شد) اعلام کرد: «ما سرباز مردم و مملکت و در کنار مردم و تابع خواست مردم هستیم» و در عین حال مانع ورود و دسترسی به پایگاه و تسلیحات یا تعرض به پرسنل پایگاه شد که این موضوع سبب آرامش عمیق در پایگاه و شهر تبریز و حفظ نظم و انضباط گردید. در ۲۲ بهمن و روزهای پس از آن به درخواست محمد علی قاضی طباطبایی نمایندهٔ خمینی در تبریز، در پست خود باقی ماند، در پنجم اسفند ۱۳۵۷ و در اوج بی‌نظمی و هرج و مرج حاکم بر نیروی هوایی، به تهران فرا خوانده شد.

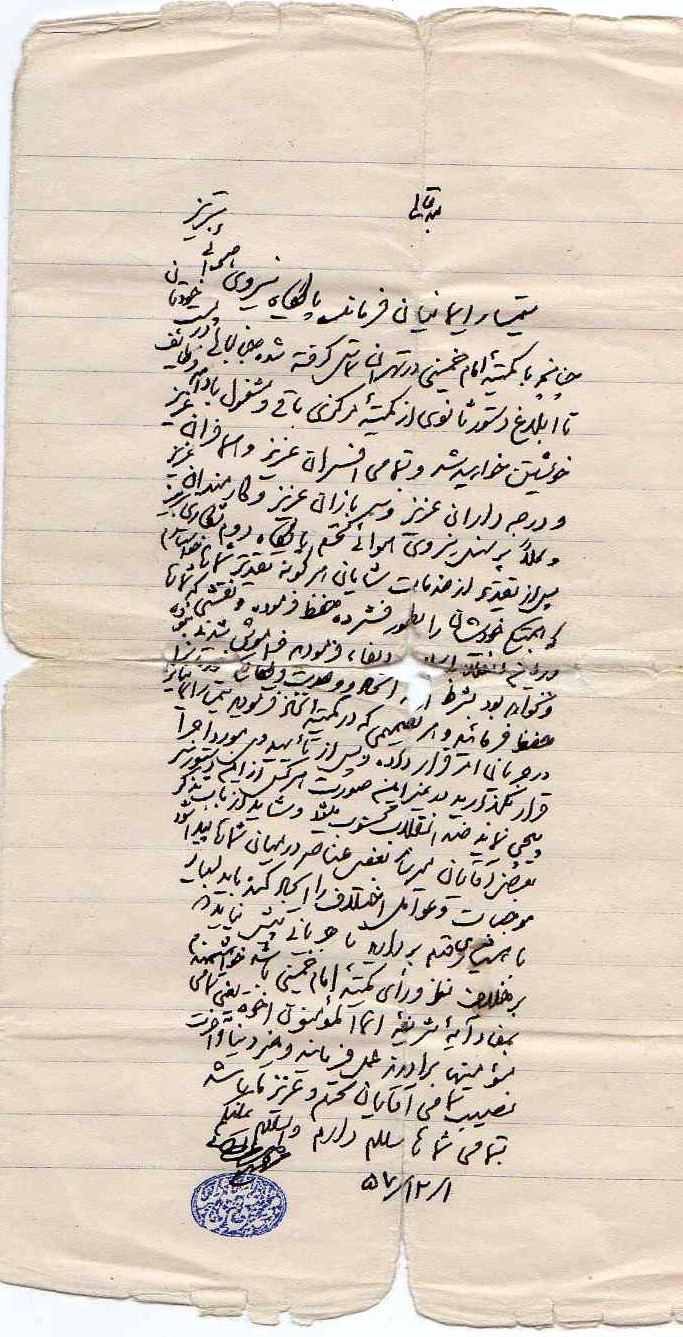
متن درخواست محمد علی قاضی طباطبایی از تیمسار ایمانیان برای باقی ماندن در پست فرماندهی پایگاه دوم شکاری تبریز پس از پیروزی انقلاب

## فرماندهی نیروی هوایی
ایمانیان در ذکر خاطراتش گفته‌است: «وقتی همراه یکی از افسران ارشد انقلابی آن زمان (سرهنگ فرقانی) از تبریز به تهران و به سمت مدرسهً علوی عازم بودیم خیلی مطمئن نبودم که با چه روبرو خواهم بود». در مدرسهً علوی در دیدار با خمینی به پیشنهاد رئیس ستاد ارتش و با توجه به سوابق زندگی شخصی و حرفه‌ای و عملکردش در پایگاه دوم شکاری تبریز، به فرماندهی نیروی هوایی ارتش ملی (بعدها جمهوری اسلامی) ایران منصوب شد.
روزنامهً کیهان در صفحهً اول مورخ ۸ اسفند ۵۷ نوشت: نصب رئیس جدید ستاد نیروی هوایی، سرتیپ خلبان اصغر ایمانیان به سمت ریاست ستاد نیروی هوایی ارتش ملی اسلامی ایران منصوب شد. بدنبال اعتراض جمعی از پرسنل نیروی هوایی نسبت به انتصاب‌های پیشین این سازمان از طرف ستاد کل ارتش ملی ایران سرتیپ اصغر ایمانیان به سمت رئیس ستاد نیروی هوایی ملی منصوب شد.
این سومین انتصابی است که ظرف دو هفته گذشته در پست ریاست ستاد نیروی هوایی ملی صورت می‌گیرد. در پی دگرگونی در ارتش ملی اسلامی ایران سپهبد مهدیون به عنوان رئیس ستاد نیروی هوایی منصوب شد که این انتصاب با مخالفت شدید پرسنل نیروی هوایی به ویژه همافران روبرو شد. یکی دو روز بعد سپهبد آذربرزین به این سمت منصوب شد که این انتصاب نیز با مخالفت و اعتراض مواجه گردید." به این ترتیب انتصاب او، به مخالفت‌ها و اعتراضات پرسنل نیروی هوایی پایان داد.
از خدمات او در دوران فرماندهی می‌توان به: بازگرداندن نظم و انضباط به نیروی هوایی ملتهب و هیجان زدهً روزهای انقلاب؛ مقابله با سهم‌طلبی و دخالت گروه‌هایی در نیروی هوایی که به نظر او، خود را بالاتر از دیگر قشرها، متولی و صاحب نیروی هوایی پس از انقلاب می‌دانستند؛ مقابله با تلاش‌هایی که برای تغییر ارکان و سازمان نیروی هوایی و سوق دادن آن به مدیریت هیئتی-شورایی در جریان بود؛ پر کردن خلاً ناشی از خروج مستشاران آمریکایی با سازماندهی نیروها و متخصصین ایرانی ارتش و کمک‌های عمدتاً لجستیک و حمل و نقل به سایر مناطق و مسئولان نوپای کشور در آشفتگی روزهای اول انقلاب اشاره کرد. تیمسار ایمانیان پس از شش ماه در مرداد ۱۳۵۸ برای دومین بار استعفا داد و در ۵۰ سالگی بازنشسته شد.

## دوران بازنشستگی
اصغر ایمانیان پس از بازنشستگی مدتی اجاره‌نشین بود و سپس آپارتمانی در خیابان کریمخان تهران خریداری کرد. گفته می‌شود تمام دارایی وی هنگام مرگ آپارتمانی ۱۲۰ متری در غرب تهران بوده‌است. گفته می‌شود که ایمانیان دوران بازنشستگی‌اش را صرف رسیدگی به گرفتاری‌های اطرافیان می‌نمود (به دلیل همین ویژگی از دوران جوانی و دانشکدهً افسری لقب «اصغر غصه خور» را یدک می‌کشید). او هیچ‌گاه حاضر به مصاحبه با رسانه‌های داخلی و خارجی نشد.
یکی از خاطرات وی مربوط به اعلام خبر مرگ ارتشبد خاتمی فرماندهً وقت نیروی هوایی بود که برای پرواز با کایت به سد دز آمده بود و وی خبر فوت خاتمی را به تهران اطلاع می‌دهد.
گفته می‌شود در خاطراتش از ذکر خاطرهٔ اعدام تیمسار جهانبانی و تیمسار ربیعی به شدت غمگین می‌شد.

## درگذشت

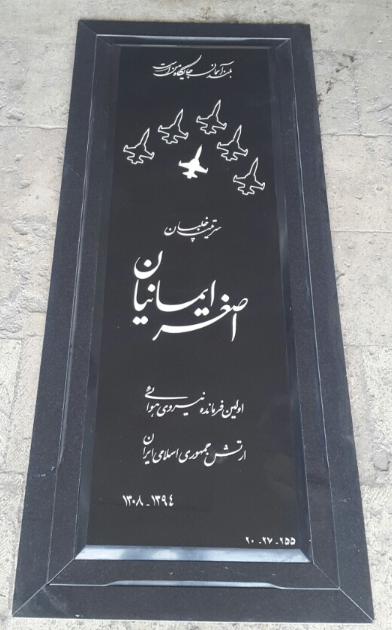
سنگ آرامگاه تیمسار ایمانیان با نقش محل قرارگیری هواپیمایش در آرایش ۶ فروندی تیم آکروجت

نارسایی زمینه‌ای و مزمن قلبی-ریوی ایمانیان، پس از یک سکتهٔ خفیف مغزی در اواخر اسفند ۱۳۹۲ تشدید شد و در دی ماه ۱۳۹۳ به علت عفونت شدید ریوی در بیمارستان ولیعصر ناجا بستری و پس از ۱۰ روز با بهبود نسبی به درخواست خودش مرخص و راهی منزل شد. با افت روزافزون ظرفیت تنفسی و تکیه بر ماسک اکسیژن و عدم تمایلش به بستری شدن در بیمارستان، نهایتاً در واپسین دقایق شامگاه ۲۸ فروردین ۱۳۹۴ و در روز ارتش، درگذشت.
مراسم تشییع و خاکسپاری اصغر ایمانیان در روز دوشنبه ۳۱ فروردین ۱۳۹۴ از محل مرکز آموزش‌های هوایی در ستاد نهاجا با حضور فرماندهان و روًسای دوایر نیرو، جمعی از پیشکسوت‌ها و هم دوره‌ای‌ها و خانواده‌اش انجام و پیکرش در قطعهٔ نام‌آوران بهشت زهرا (۲۵۵-۲۷-۲۰) به خاک سپرده شد.